# Равеннский флот
Раве́ннский флот (лат. classis Ravennas или classis Ravennatium или classis Ravennatis) — один из основных флотов в составе древнеримских военно-морских сил эпохи империи, второй по значимости после Мизенского. Базировался возле Равенны, в специально построенном порту Классис. Создан после прихода Октавиана к единоличной власти. Возглавлялся префектом (лат. praefectus classis Ravennatium), назначаемым и подотчётным лично императору. Личный состав флота комплектовался не из римских граждан (до эдикта Каракаллы) и выполнял, помимо основных, ряд небоевых задач.

## История
Приблизительное время создания Равеннского флота определяется на основе упоминания в трудах современников канала, построенного Августом для соединения нового порта с Падом. Канал упоминается Вальгием Руфом в его элегиях. О нём было известно и Витрувию. Поскольку Руф сочинял свои стихи в первой декаде принципата Августа, а Витрувий писал свои труды, вероятно, между 25 и 23 годами до н. э., сооружение канала началось как минимум в 20-х годах до н. э. Это позволяет предположить, что и флот был создан в это время.
Во время боспорско-римского конфликта 45—49 годов на кораблях Равеннского флота на Боспор были переброшены подразделения из состава VIII Августова легиона под командованием Авла Дидия Галла — наместника Мёзии. Вообще корабли Равеннского флота неоднократно вводились в акваторию Чёрного моря и использовались для переброски войск, демонстрации силы и рассыльной и дипломатической службы.
Моряки Равеннского флота приняли активное участие в событиях года четырёх императоров. После победы над Отоном Вителлий объединил оба италийских флота под командованием Секста Луцилия Басса. Однако флоты, ранее преданные Отону, а теперь агитируемые сторонниками нового претендента на власть — Веспасиана — лишь внешне сохраняли лояльность и при первой возможности перешли, включая префекта, на сторону противника. Тацит связывает это, помимо преданности памяти Отона, с тем, что равеннские моряки были родом из Далмации и Паннонии, поддерживающих Веспасиана. Моряки Равенны, которые заставили полководца Веспасиана Антония Прима включить их в сухопутные войска после второй битвы при Бедриаке (статус легионера был выше, чем у моряка, и давал право на немедленное получение римского гражданства), получили официальное оформление решением Веспасиана от 7 марта 70 года в качестве II Вспомогательного легиона.
Веспасиан отмечал большой вклад флота в его победу. Достаточно сказать, что на монеты, отчеканенные в начале 70-х годов, помимо имени нового императора была нанесена надпись «Victoria Navalis» («морская Виктория», или «морская победа»). 5 апреля 71 года ветераны Равеннского флота получили отставку и были наделены землёй в Паннонии. В том же году император присвоил обоим италийским флотам почётное наименование «praetoria», которое поставило их в один ряд с преторианскими когортами в качестве стражей безопасности императора, и «pia vindex». Кроме того, Веспасиан повысил префектов италийских и провинциальных флотов со званий sexagenarius до ducenarius или, в случае Мизенского флота, вероятно, до trecenarius.
Некоторые вексилляции Равеннского флота, вероятно, принимали участие в парфянском походе Траяна или в кампании Луция Вера. Существует предположение, что на колонне Траяна изображена отправка войск из порта Классис на вторую войну с даками, хотя согласно альтернативным версиям это могут быть Брундизий или Анкона.
В следующую большую гражданскую войну Равеннский флот, несмотря на попытки купившего верховную власть у преторианцев Дидия Юлиана добиться его лояльности, перешёл на сторону Септимия Севера (в «Истории Августов» используется формулировка «Север захватил Равеннский флот»), когда тот вступил на территорию Италии и двинулся по тому же маршруту, что и Антоний Прим более столетия назад. Равеннский флот участвовал в кампании Севера против другого претендента на престол — Песценния Нигера, перебрасывая легионы на восток. В течение следующих нескольких десятилетий он выполнял аналогичные задачи в ходе римско-персидских войн.
Равеннский флот сопровождал Каракаллу в походе на Восток в 214–217 годах. В Геллеспонте императорская галера затонула, а Каракаллу спас неназванный префект флота. Это событие было отмечено на монетах, где вместе с императором был изображён Серапис, вмешательству которого приписывалось спасение.
Когда в 269 году готы крупными силами, включая большое количество кораблей, напали на Балканский полуостров и Малую Азию, римский флот, вышедший из восточных портов империи, соединившись с Равеннским, атаковал их и разгромил в нескольких сражениях. Вторжение повторилось в 275 году, и готы вновь были разгромлены с участием Равеннского флота.
В 324 году корабли флота приняли участие в кампании Константина против Лициния, включая решающую битву при Геллеспонте. Равеннский флот, по-видимому, существовал в течение всего IV столетия, поскольку он упоминается в «Notitia Dignitatum», датируемой концом IV — началом V века. Но он утратил звание преторианского, когда Рим перестал быть столицей единой ещё империи.
Зосим сообщает, что в 410 году император Гонорий намеревался бежать из Равенны (сменившей Рим в качестве столицы Западной Римской империи) при приближении готов Алариха, «собрав для этих целей множество кораблей в равеннской бухте» — возможно, речь идёт именно о Равеннском флоте.
В VI веке, когда Византия отвоевала часть Италии у варваров, в Равенне, возможно, была воссоздана небольшая военная флотилия.

## Порт
Октавиан использовал Равенну в качестве базы флота как минимум с 39 года до н. э. На восточном побережье Апеннинского полуострова никакой другой порт не обладал равным стратегическим значением. Отсюда было удобно держать под контролем побережье Далмации, в предшествующие века не раз становившееся прибежищем пиратов. В район Равенны вели две большие дороги: Фламиниева из Рима и Эмилиева с севера Италии. Порт представлял собой отличную базу снабжения во время ведения войны во внутренних районах Восточной Адриатики, в которые Октавиан уже вторгался в 35—34 годах до н. э. Хотя гражданские войны и укрепление Октавианом единоличной власти приостановили дальнейшее римское продвижение до 15 года до н. э., создание флота в Равенне, возможно, предваряло осуществление плана основателя империи по экспансии на Дунай.
Новый военно-морской порт был построен на лагуне примерно в 3 км от самой Равенны и был оборудован молами, маяком и казармами. Чтобы связать этот порт — Классис (лат. Classis), как его назвали со временем, — с Равенной и южным рукавом Пада, устье которого в это время было почти непроходимо для судов, был прорыт большой канал (лат. fossa Augusta). Возможно, строительство канала началось ещё до битвы при Акции, хотя впервые он упоминается в трудах современников в 20-х годах до н. э. В период расцвета империи судоходность канала поддерживали, однако уже в раннее Средневековье Пад настолько занёс его илом, что сегодня для реконструкции порта приходится опираться исключительно на античные источники. Как сообщает Иордан со ссылкой на других авторов, к его времени на месте порта, «способного, как некогда полагали, принять для безопаснейшей стоянки флот из двухсот пятидесяти кораблей» располагался «обширнейший сад, полный деревьев».
Благодаря каналу флот мог действовать вверх по течению Пада (который, исключая устье, был судоходен до Плаценции или даже до Турина) прикрывая Италию от возможного вторжения. Стратегическая значимость этой позиции стала очевидна во время гражданских войн 68—69 годов н. э. От нападения с суши город и порт были хорошо защищены окружающими болотами, что доказывает позднейший, византийский период истории Равенны. Очень значимым для поддержания боеготовности флота было то, что из близлежащих горных лесов поступала древесина для кораблестроения, особенно лиственница.
Со времени первых императоров Равенна была процветающим муниципием, хотя полномочия местных властей, видимо, были так ограничены присутствием префекта флота, что там обнаруживаются только должностные лица, более соответствующие какой-нибудь vicus (деревне). Поблизости не было других крупных городов, и большинство моряков и членов их семей проживали в Равенне или Классисе.
Дополнительными стоянками флота на Адриатике были Аквилея (как минимум в IV веке) — средоточие дорожной сети этого региона и наиболее процветающий торговый порт в северной части моря — и Салона: операции на сильно изрезанном побережье Далмации требовали военно-морскую базу ближе, чем Равенна. В Салоне обнаружены относящиеся к флоту надписи, одна из которых датируется периодом до 71 года н. э. В начале I века какой-то флот, вероятно, Равеннский, располагал кораблями в Брундизии «ad usus commeantium illo mari», то есть для транспортировки сановников в Диррахий и обратно. Когда в Иллирии были построены дороги и наладилось сообщение между западным побережьем Италии и восточными провинциями, этот отряд кораблей расформировали.
В других морях Равеннский флот главным образом играл вспомогательную роль по отношению к Мизенскому. В Эгейском море главной базой «подскока» кораблей Равеннского флота (как и Мизенского) был Пирей. Есть и эпиграфические свидетельства из Западного Средиземноморья. Захоронение одного моряка обнаружено в Испании. Могильные плиты другим усеивают западное побережье Италии в Луне, Остии, Мизене и особенно Центумцеллах. Этот последний порт, возможно, служил после 100 года н. э. стоянкой для кораблей Равеннского флота, которым случалось заходить в воды Тирренского моря. Следы присутствия Равеннского флота обнаружены в Крыму; возможно, его моряки принимали участие в сооружении крепости Харакс.

## Командование
В начале 39 года до н. э. Октавиан впервые разделил свой флот на две эскадры, каждая из которых имела своего префекта. Учреждение флотов Мизена и Равенны следовало этому прецеденту. Как показала практика, объединение на постоянной основе двух групп кораблей, действующих в разных акваториях, неэффективно. Об объединённом командовании ничего не известно даже в III веке, когда оба италийских флота подолгу находились в Восточном Средиземноморье. При Августе и Тиберии префекты назначались из числа представителей сословия всадников и привлекались непосредственно из армии, поскольку ещё не была разработана схема карьерного продвижения, которая позднее связала военные и гражданские должности в единую иерархию.
Первые шаги в направлении интеграции военных и гражданских кадров имперской администрации были сделаны при Клавдии. Префект флота был поставлен в один ряд с финансовыми чиновниками, известными как прокураторы. Звание префекта теперь звучало как procurator Augusti et praefectus classis («прокуратор Августа и префект флота»). Видимый результат этой перемены — появление императорских вольноотпущенников, которые не имели опыта военной службы, хотя использование вольноотпущенников в качестве прокураторов было распространено со времени Августа. Под влиянием 50-летнего мира, установившегося в Средиземноморье, Клавдий изменил должность префекта флота с чисто военной на полуадминистративную. Ошибочность этого решения проявилась в период гражданских войн 68—69 годов, которые продемонстрировали стратегическое значение флота.
Веспасиан изъял прибавление «procurator Augusti» из названия должности префекта, тем самым навсегда отстранив от неё вольноотпущенников. Должности префектов флотов стали одними из самых влиятельных в имперской администрации. Со времени правления Веспасиана должности префектов италийских флотов — это верхние ступени в карьере всадника.
Срок занятия должности префектом флота не был чётко определён. По крайней мере, он значительно разнился от префекта к префекту. Исследование надписей позволяет сделать вывод, что префекты II века обычно служили четыре—пять лет. В I веке префектами неизменно были италики по рождению; в 134 году префектом Равеннского флота, а затем и Мизенского был уроженец Бетики. Однако всадническое сословие давало наибольшее число префектов даже в конце II столетия.
Префект был адмиралом своего флота; когда весь флот или большая его часть вызывались со своей базы, префект, по-видимому, сопровождал свои корабли. Для командования небольшими отрядами кораблей привлекались подчинённые с опытом службы на море. Не отмечено триумфальных наград для какого-либо префекта, поскольку вместе с исчезновением морских сражений исчезли и морские победы. Экстраординарные задачи, такие как перевозка императоров, наместников или переброска войск во время войны, выполнялись по прямому императорскому приказу. Рутинные же вопросы оставлялись на усмотрение самого префекта. В непосредственные обязанности префекта входило надлежащее содержание порта с его ремонтной базой, казармами, складами, поддержание боеготовности кораблей и экипажей, снабжение. Однако непосредственным выделением средств и надзором за их расходованием занималось отдельное ведомство — фиск; казначеями и счетоводами были рабы императора, хотя последним могли помогать представители администрации префекта.
По-видимому, префект мог выполнять и некоторые функции гражданского чиновника. «Notitia Dignitatum» именует его «praefectus classis Ravennatium cum curis eiusdem civitatis» («префект Равеннского флота с заботами о том же городе»). Сенатусконсульт от 177/178 года говорит о распределении полномочий гражданских чиновников в Транспаданской Галлии и во всех областях Италии, уточняя, что в случае их отсутствия полномочия могут быть переданы префекту флота. Тацит сообщает, что в 56 году префект Клодий Квиринал, «произволом и жестокостью утеснявший Италию, словно последнюю из провинций, и привлечённый за это к суду» покончил с собой, чтобы избежать неизбежное осуждение.
| Известные префекты                               | Известные префекты | Известные префекты  | Известные префекты                                      |
| Имя                                              | Период             | Император(ы)        | Примечание                                              |
| ------------------------------------------------ | ------------------ | ------------------- | ------------------------------------------------------- |
| П. Палпеллий Клодий Квиринал                     | 56                 | Нерон               |                                                         |
| М. Аврелий Ригул                                 | 54—68              | Нерон               |                                                         |
| Л. Эмилий Суллектин                              | 54—68              | Нерон               |                                                         |
| Секст Луцилий Басс                               | 69, 71             | Вителлий, Веспасиан | одновременно префект Мизенского флота в 69 году         |
| Корнелий Фуск                                    | 69                 | Веспасиан           | впоследствии префект претория                           |
| Л. Нумерий Альбан                                | 127                | Адриан              |                                                         |
| Марк Кальпурний Сенека Фабий Турпион Сентинациан | до 134             | Адриан              | оба впоследствии префекты Мизенского флота              |
| Тутиканий Капитон                                | 152                | Антонин Пий         |                                                         |
| Тит Фурий Викторин                               | около 145—155      | Антонин Пий         | впоследствии префект Мизенского флота, префект претория |
| Публий Коминий Клемент                           | около 175—180      | Марк Аврелий        |                                                         |
| Луций Юлий Вегилий Грат Юлиан                    | около 183—184      | Коммод              | впоследствии префект Мизенского флота, префект претория |
| Гней Марций Рустий Руфин                         | около 195—202      | Септимий Север      | впоследствии префект Мизенского флота                   |
| М. Аквилий Феликс                                | около 205          | Септимий Север      |                                                         |
| М. Гонгий Несториан                              | 213—215            | Филипп I Араб       |                                                         |
| Й…циан                                           | 249                | Деций Траян         |                                                         |

## Личный состав
Равеннский флот был организован аналогично вспомогательным подразделениям римской армии, комплектуемым из провинциалов, а не римских граждан или италиков. Численность личного состава Равеннского флота уступала Мизенскому, насчитывая при Нероне более 5000 человек. Анализ надписей на надгробиях позволяет говорить о том, что в нём преобладали уроженцы восточных провинций империи. По результатам изучения 86 надгробий (большинство из которых приходится на период 71—211 годов) 42 моряка (49%) оказались выходцами из северной части Балканского полуострова, 15 (17%) — из Египта, Сирии, Крита и Киренаики, 9 (10%) — из Малой Азии и только 20 (23%) — суммарно из всех западных провинций. Размер жалованья рядовых моряков преторианских флотов сильно уступал легионерскому, не говоря уже о «настоящих» преторианцах, однако вдвое превышал жалованье пехотинцев вспомогательных частей и моряков флотов провинциальных:
| Категория военнослужащего         | Октавиан Август                   | Домициан                          | Септимий Север                    | Каракалла                         |
| Размер жалованья (денариев в год) | Размер жалованья (денариев в год) | Размер жалованья (денариев в год) | Размер жалованья (денариев в год) | Размер жалованья (денариев в год) |
| --------------------------------- | --------------------------------- | --------------------------------- | --------------------------------- | --------------------------------- |
| Преторианец                       | 750                               | 1000                              | 1500                              | 2250                              |
| Легионер                          | 225                               | 300                               | 400                               | 600                               |
| Пехотинец вспомогательной когорты | 75                                | 100                               | 150                               | 225                               |
| Моряк преторианского флота        | 150                               | 200                               | 300                               | 450                               |
| Моряк провинциального флота       | 75                                | 100                               | 150                               | 225                               |

Согласно сохранившимся надписям, моряки, как правило, именовали себя «воинами» (лат. milites), а не «матросами» (лат. nautae), причём в отличие от греческого флота не делалось различия между гребцами и абордажными командами. Аналогично армейским вспомогательным подразделениям имелись нестроевые и младшие офицеры на полуторном или двойном жаловании: врачи (лат. medici), оружейники (лат. armorum custodes), трубачи (лат. cornicines, tubicines, bucinatores), знаменосцы (лат. signiferi, vexilarii), писцы и другой штабной персонал (лат. scribae, adiutores, librarii, beneficiarii), строевые командиры (лат. tesserarii, suboptiones, optiones). Наряду с этим существовали должности, заимствованные из флотов греческих и эллинистических государств: ремонтники (лат. fabri), парусная команда (лат. velarii), интенданты (лат. nauphylaces), надсмотрщики за гребцами (лат. celeustae, pausarii) и кормчие (лат. gubernatores). Капитаны кораблей назывались на греческий манер триерархами (лат. trierarchus), командующие эскадрами — навархами (лат. nauarchus), старший из которых именовался первым навархом (лат. nauarchus princeps). Эти офицеры по рангу были равны центурионам вспомогательных войск, а некоторыми источниками прямо называются флотскими центурионами (лат. centuriones classiarii).
Морякам поручался и ряд небоевых задач: перевозка императора, членов его семьи и высших сановников, функции правительственных курьеров, а контингенту Равеннского флота, на постоянной основе находившемуся в Риме, — организация навмахий. Казармы моряков (лат. castrum Ravennatium) располагались в четырнадцатом округе, за Тибром, с колумбарием на Аврелиевой дороге, на территории современной виллы Дориа Памфили. Надписи, указывающие на Равеннский флот, обнаружены и в окрестностях Фуцинского озера: вероятно, моряки принимали участие в организации грандиозной навмахии, проводившейся Клавдием, либо в работах по осушению озера. Временами флот помогал поддерживать порядок на побережье. Тацит пишет о подавлении моряками в 24 году восстания рабов близ Брундизия. Если верить Светонию, Вителлий, отличавшийся обжорством, рассылал корабли по всему Средиземноморью для доставки к его столу редких яств.
Вегеций, рассказывая про организацию римского флота, сообщает о том, что «у Мизенского мыса и в Равенне стояло по легиону с флотом, чтобы быть близко на случай защиты города, чтобы, когда того потребуют обстоятельства, без замедления, без объездов они могли двинуться на кораблях во все части света» и что под начальством обоих префектов «было по десяти трибунов, командовавших отдельными когортами».

## Известные корабли
Наиболее массовый тип кораблей эпохи поздней республики — квинквирема — утратил ведущую роль после битвы при Акции, но продолжал использоваться в небольших количествах в италийских флотах. Бо́льшую часть флота теперь составляли триремы, конструктивно почти не изменившиеся за несколько столетий. Другим применявшимся типом судов стали более лёгкие и быстроходные либурны. В дошедших до нас латинских надписях сохранились нескольких десятков наименований кораблей Равеннского флота. Среди них преобладают имена божеств римского пантеона и мифологических героев, названия крупных рек, встречается также греческое и египетское влияние.
| Типы и названия кораблей | Типы и названия кораблей | Типы и названия кораблей |
| Тип корабля              | Название на латыни и происхождение названия |                          |
| ------------------------ | --- | ------------------------ |
| Квинквирема              | Augustus (Август), Victoria (Виктория) |                          |
| Квадрирема               | Fortuna (Фортуна), Mercurius (Меркурий), Neptunus (Нептун), Padus (По), Vesta (Веста), Victoria (Виктория) |                          |
| Трирема                  | Asclepius (Эскулап), Apollo (Аполлон), Aquila («Орёл»), Archinix (Ника), Ariadna (Ариадна), Augusta (Август), Castor (Кастор), Concordia (Конкордия), Costantia, Danae (Даная), Danubius (Дунай), Diana (Диана), Felicitas (Фелицитас), Hercules (Геркулес), Iside (Исида), Mars (Марс), Mercurius (Меркурий), Minerva (Минерва), Neptunus (Нептун), Nereis (Нереида), Ops (Опа), Pax (Пакс), Pietas (Пиетас), Pinnata, Providentia (Провиденция), Silvanus (Сильван), Triumphus («Триумф»), Venus (Венера), Virtus (Виртус), Victoria (Виктория) |                          |
| Либурна                  | Ammon (Амон), Clupeus («Щит»), Diana (Диана), Pinnata, Satyra (Сатиры), Sphinge(?), Varvarina |                          |
| Корабли других типов     | Clementia (Клеменция), Danubius (Дунай), Hercules (Геркулес), Mercurius (Меркурий), Victoria (Виктория) |                          |